# Sanktuarium św. Michała Archanioła w Monte Sant’Angelo

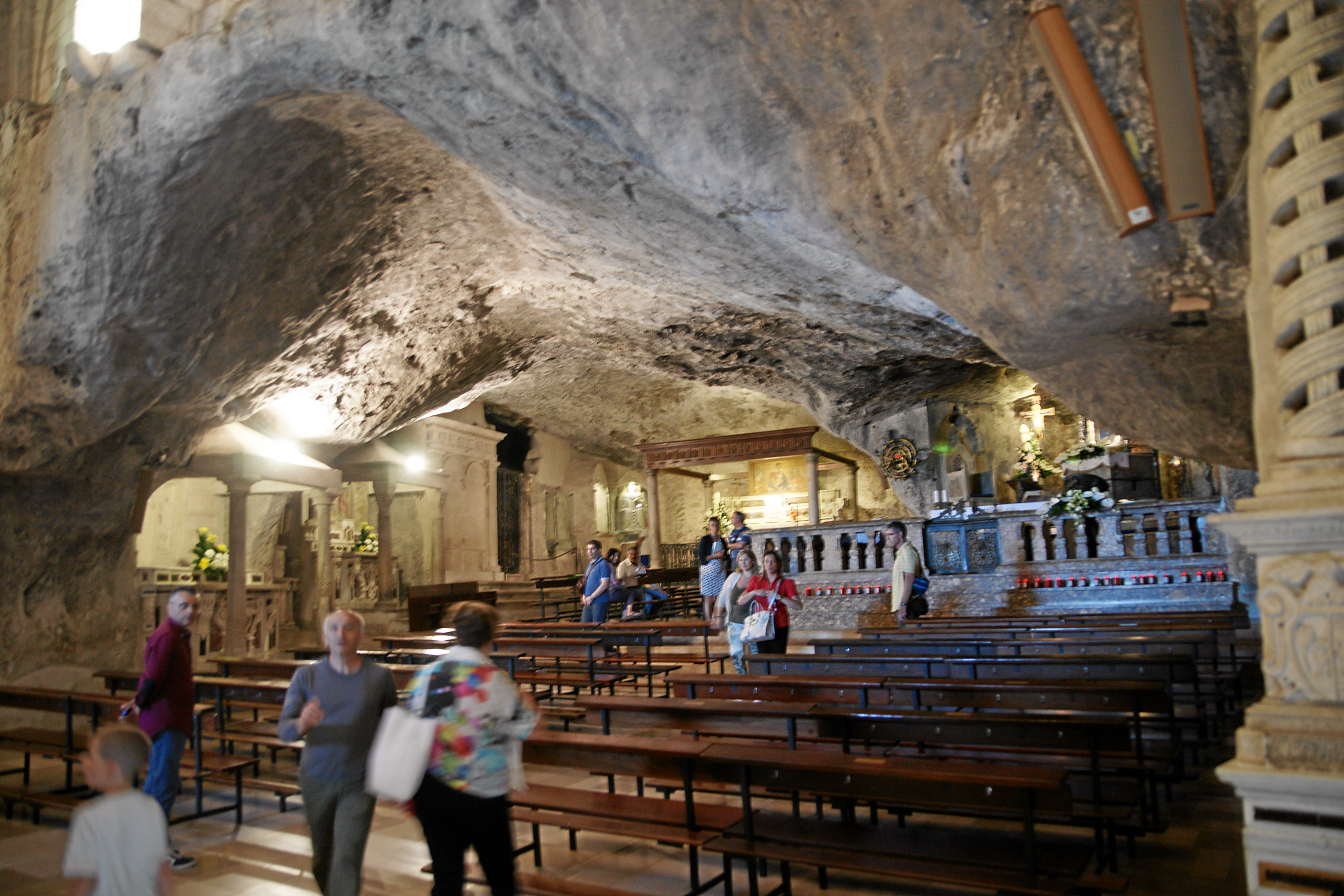
Grota św. Michała Archanioła

Sanktuarium św. Michała Archanioła w Monte Sant’Angelo – rzymskokatolickie sanktuarium w Monte Sant’Angelo, w prowincji Foggia, w regionie Apulia we Włoszech, wpisane na listę światowego dziedzictwa UNESCO.

## Historia
Zgodnie z tradycją około roku 500 św. Michał Archanioł objawił się w grocie na północ od portu Sipontum (obecnie Manfredonia) i poprowadził jego mieszkańców do zwycięstwa w bitwie z poganami. Współcześnie wydarzenie to jest wiązane ze zwycięstwem połączonych wojsk Sipontu i Benewentu pod dowództwem władcy Benewentu Grimoalda I nad wojskami Cesarstwa Bizantyńskiego. Natomiast na podstawie źródeł pisanych objawienie to można datować na okres przed 714 rokiem. Grota stała się szeroko znana dzięki hagiograficznej Liber de apparitione Sancti Michaelis in Monte Gargano, skompilowanej w Fuldzie około 816 roku. Król Karol I Andegaweński ufundował obecną nawę oraz dzwonnicę. Od 1996 roku sanktuarium opiekują się polscy księża ze zgromadzenia św. Michała Archanioła, potocznie zwani michalitami.
W 2011 roku sanktuarium św. Michała Archanioła w Monte Sant’Angelo zostało wpisane na listę jako jedno z siedmiu miejsc składających się na obiekt z listy Światowego Dziedzictwa UNESCO noszący nazwę Longobardowie we Włoszech. Ośrodki władzy, 568 – 774 n.e.

## Wyposażenie kościoła
Najcenniejsze dzieła sztuki w sanktuarium to:
- posąg św. Michała Archanioła dłuta Andrei Sansovino (1507)
- tron biskupi (I połowa XI wieku)
- figura św. Sebastiana (XV wiek)
- ołtarz Matki Bożej Nieustającej Pomocy
- relief wypukły św. Trójcy
- posąg Madonny
- płaskorzeźba św. Mateusza Ewangelisty
- kamienny posąg św. Michała (XV wiek)

## Znani pielgrzymi
Sanktuarium św. Michała Archanioła odwiedziło wielu świętych, papieży oraz głów koronowanych, w tym cesarz rzymski Otton III, św. Franciszek z Asyżu, który – uważając się za niegodnego – nie wszedł do groty, oraz papież Jan Paweł II.